# 감실 (기독교)

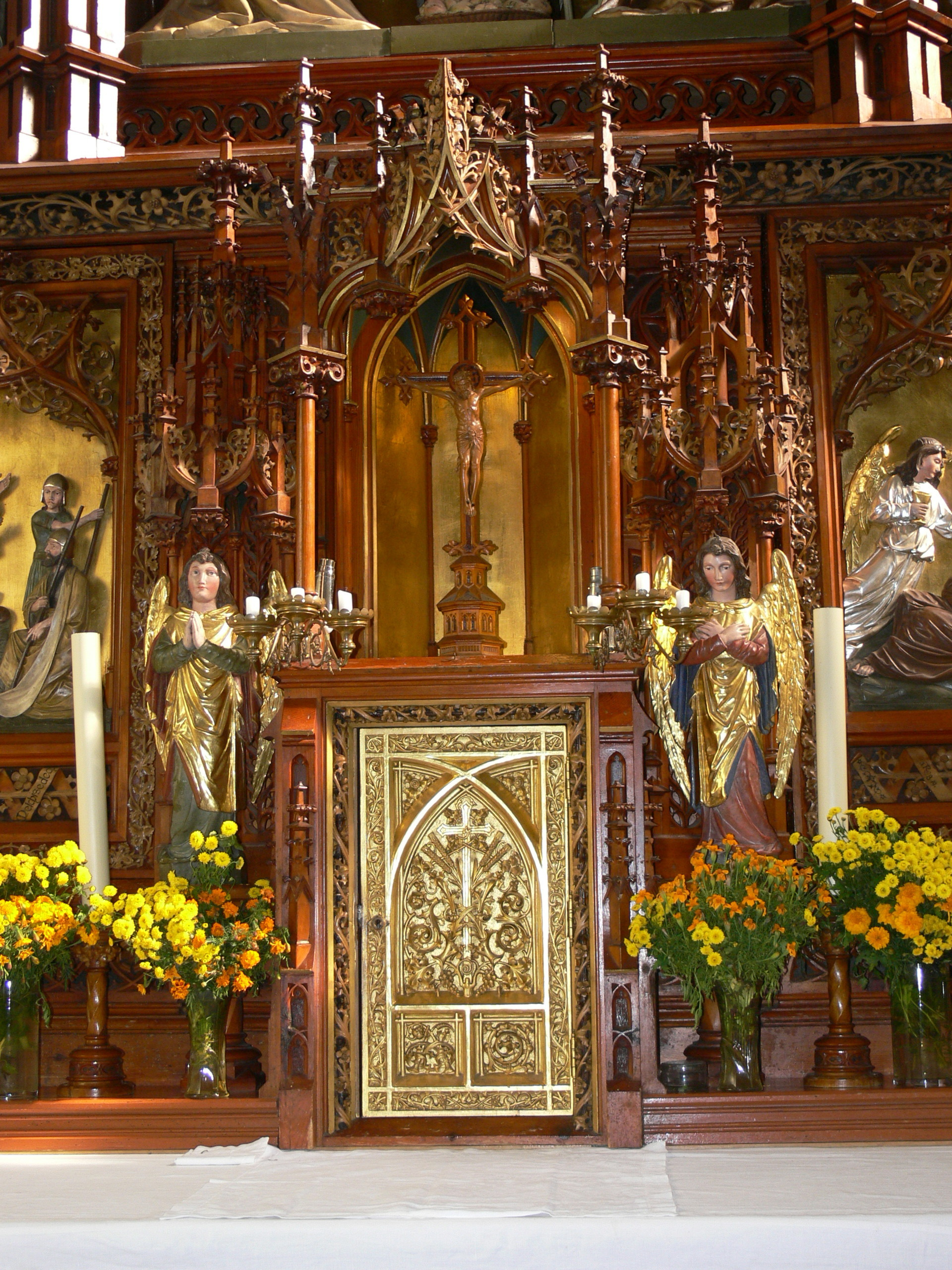
오스트리아의 성 니콜라오 본당에 있는 감실

감실(龕室, 라틴어: Tabernaculum)은 기독교 등의 성당 내부에 고정되어 있는 상자 형태의 용기로, 그 안에 성찬례를 위해 축성한 제병인 성체를 넣어 모셔둔다. 대부분의 감실은 금속이나 돌 또는 나무 등 튼튼한 재료로 만들어지며, 성당의 중앙 혹은 양옆에 단단히 고정되어 있다. 그리고 문을 달아 열고 닫을 수 있게 해놓으며, 평상시에는 함부로 성체를 가져갈 수 없게 문을 걸어 잠그도록 되어 있다. 감실에 성체를 보관하는 이유는 세 가지가 있다. 첫째는 남은 성체를 보관하기 위한 것이다. 둘째는 미사에 참석하지 못한 병자들에게 봉성체를 주기 위함과 임종 위험에 처한 신자가 성체를 받을 수 있도록 하기 위한 것이다. 셋째는 감실에 모셔둔 성체를 바라보며 신자들에게 성체 조배를 드릴 수 있게 함으로써 성체 신심을 장려하기 위함이다.
또한 성모 마리아가 테오토코스, 즉 예수 그리스도를 자기 몸 안에 수태한 역할을 은유적인 표현 방식으로 표현하고자 기도문 등에서 그녀를 감실이라고 별칭하기도 한다.

## 역사
초기 기독교 시대에 사제들은 병자 등 사정상 미사에 참례하지 못한 신자들을 위해 직접 성체를 갖고 그들의 가정을 방문하여 미사를 집전하고 성체를 영해주었다. 그러나 밀라노 칙령으로 기독교에 대한 박해가 끝나자 성체를 일반인 가정이 아닌 성당에서만 보관하는 관습이 제정되었다.
7~8세기에 이르러 성체가 제의실에 보관되고 있었다는 일부 교회 문헌들을 찾아볼 수 있다. 이는 축성한 빵을 쉽게 보관하는 곳으로 제의실이 가장 적합하다고 생각했기 때문이라고 추측된다. 이후 성체를 보관하는 용기는 보통 탑 내지는 비둘기의 형태를 취했으며, 통상적으로 금은으로 만들어졌다. 교회 문헌에 따르면 콘스탄티누스 대제가 250개의 진주로 장식한 금 재질의 성체 용기와 은 재질의 성체 용기를 로마의 성 베드로 대성전에 기증했다고 전해진다.

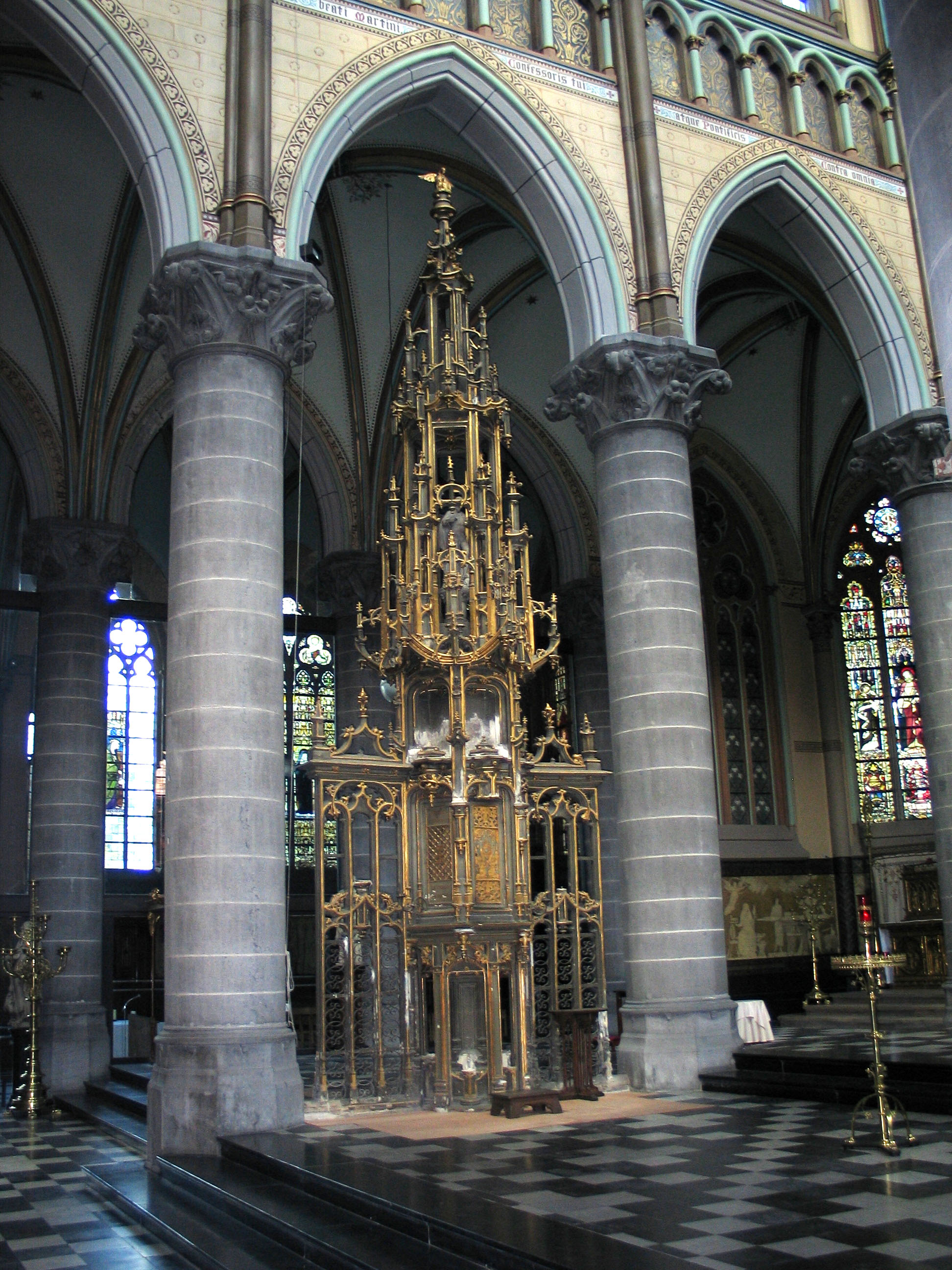
벨기에 코르트레이크의 성 마르티노 성당의 감실

13세기 무렵 성체는 제대의 오른쪽이나 왼쪽 벽면에 붙은 아름답게 장식된 보관함 안에 보관되었다. 그리스도의 현존을 나타내기 위한 성체등도 이때부터 등장하기 시작한다. 이는 1215년 제4차 라테란 공의회에서 결의한 영성체 후에 남겨진 성체는 열쇠로 잠근 보관함에 넣어 보관하도록 한 법령에 따른 것이었다.
14세기 후반 무렵에는 북유럽을 시작으로 보다 실제적이고 벽면에 붙은 감실이 등장하기 시작하였다. 특히 독일과 벨기에, 네덜란드 등지의 성당들에서는 제대 북쪽 방향에 거의 천장까지 닿을 정도로 높다란 탑 모양의 감실이 많이 들어섰다. 이러한 경향은 19세기 중반까지 지속되었다.
가령 독일의 성당들을 예로 들자면, 뉘른베르크에 있는 성 라우렌시오 성당에는 18.70미터의 감실이 있으며, 살렘 수도원 성당에는 16미터의 감실이 있다.
16세기에 들어서면서 이탈리아의 베로나 교구장 마테오 기베리티 주교는 자신의 교구 전체에 성체 보관함을 제대 위에 놓을 것을 지시하였다. 이러한 관습은 이탈리아 북부를 통해 확산되기 시작하였다. 1560년 밀라노 대교구장이 된 성 가롤로 보로메오 대주교는 성체를 제의실에서 주교좌 성당의 제대(중앙 제대는 아님)로 옮겨 안치하였다.
1570년 교황 성 비오 5세가 수정하여 공포한 로마 미사 양식에는 아직 감실을 제대 위에 놓도록 하는 내용이 없었다. 그러나 1614년 교황 바오로 5세는 로마 교구에 소속된 모든 성당 측에 제대 위에 감실을 놓을 것을 요구하였다. 당시 프로테스탄티즘의 공격에 맞서, 성체 안에 그리스도가 참으로 실재하며 이는 영구히 불변하다는 가톨릭교회의 가르침을 더욱더 확고히 드러내기 위해 중앙 제대 위에도 감실을 놓기 시작하였다. 이에 따라 교회의 중심 제대는 물론 감실 전용의 특수한 경당이 따로 생기는 등 점차 감실이 제대를 지배하는 범위가 더욱 넓혀지고 화려해졌다.

## 현대

### 가톨릭교회

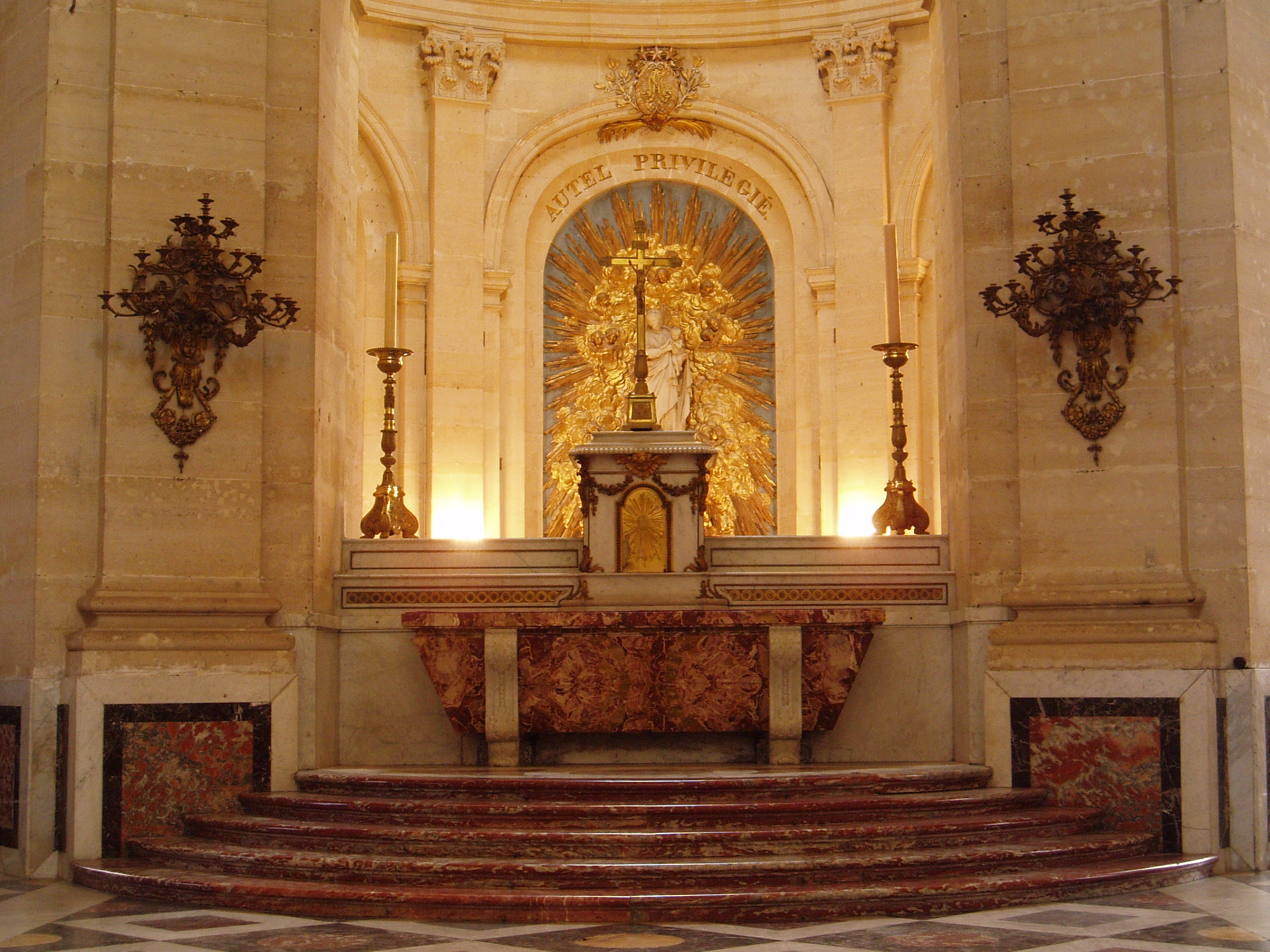
프랑스 생루이 드 베르사유 주교좌 성당의 감실.

가톨릭교회는 성변화, 즉 성체와 성혈 안에는 그리스도의 몸과 피, 영혼과 신성이 참으로 존재한다고 가르친다. 사제가 미사 때에 빵과 포도주를 축성한 순간부터 눈으로 직접적으로 보이지는 않지만, 분명하게 그리스도는 그 안에 각각 현존한다는 것이다. 따라서 미사가 끝난 다음에도 남은 성체와 성혈은 여전히 그리스도의 몸과 피다. 감실은 사정상 미사에 참례하지 못하는 병자들을 위해 성체를 보관하지 위한 안전한 용기인 동시에 조용히 기도하러 성당에 찾아온 신자들을 위한 예배의 중심지로 제공된다.
제2차 바티칸 공의회의 정신에 따라 개정된 로마 미사 전례 총지침에 따르면, 제대는 원칙적으로 고정되고 봉헌되어야 하며, 회중 전체가 자연스럽게 시선을 집중할 수 있는 참된 중심에 있어야 한다.
제2차 바티칸 공의회 이전까지 감실은 제대 중앙에 위치하고 있었으며, 미사는 종종 제대와 결합된 감실 앞에서 곧장 집전되었다. 오늘날 거의 대부분의 성당에서는 제대와 감실을 분리하고, 감실은 제대 뒷벽 좌·우측에 두거나 성당 한쪽 구석에 좀더 작은 자체 제대 내지는 받침대 위 또는 독립된 경당 등에 두어 감실을 위한 공간을 따로 마련하고 있다.
로마 미사 전례 총지침에는 이어서 다음과 같은 사항들도 준수할 것을 지시한다.
314. 지극히 거룩한 성체는 각 성당의 구조와 합법적인 지역 풍습을 고려하여 성당의 한 부분에 감실을 만들어 모셔둘 것이다. 감실은 빼어나게 고상하고, 표시가 잘 되고, 잘 보이며, 우아하게 장식되고 또한 기도하는데 적합해야 한다.
감실은 원칙적으로 하나이며 고정되어 있으며 견고하고 깨지지 않는 재질로 불투명하게 만든다. 그리고 거룩함이 모독될 위험이 전혀 없도록 닫아둔다. 그 외에도 전례적 목적으로 사용하기에 앞서 로마 예식서에 제시된 예식에 따라 축복할 것이다.
315. 표지라는 의미에서 볼 때 미사가 거행되는 제대에는 지극히 거룩하신 성체가 보존되는 감실을 두지 않는 것이 더욱 적절하다. 그러므로 교구 주교의 판단에 따라 감실은 다음과 같이 설치한다.
가) 거행 제대 밖에 제단 안에 가장 적절한 형태와 장소를 고려하여 설치한다. 더 이상 거행에 사용되지 않은 옛 제대 위에도 놓을 수 있다.
나) 또는 성당과 잘 조화를 이루며 기독교 신자들의 눈에 잘 띄고 사사로이 흠숭하고 기도하는 데 적합한 경당에 설치한다.
316. 전통적인 관습에 따라 감실 옆에는 기름이나 초를 사용하여 항상 특별한 등불을 켜 놓아 그리스도의 현존을 가리키고 영광을 표시하도록 한다.
감실은 대부분 청동이나 황동과 같은 금속 재질로 만들지만, 때때로 튼튼한 나무로 만들기도 한다. 전통적으로 감실 안에는 성체를 담은 성합이 있으며 그 밑에는 하얀색의 성체포가 깔려 있다. 그리고 성체의 거룩함이 모독될 위험이 없도록 항상 안전하게 자물쇠나 빗장으로 잠가 둔다. 감실 앞에는 그리스도의 현존을 표시하고 현양하는 등불인 붉은색의 성체등을 항상 켜두어야 한다. 성체등은 원칙적으로 기름으로 밝혀져야 하지만, 특수한 경우에는 전등을 사용할 수도 있다. 신자들은 감실 앞을 지나갈 때 성체에 대한 존경의 표시로 깊이 절을 한다.

### 성공회의 성막 또는 감실

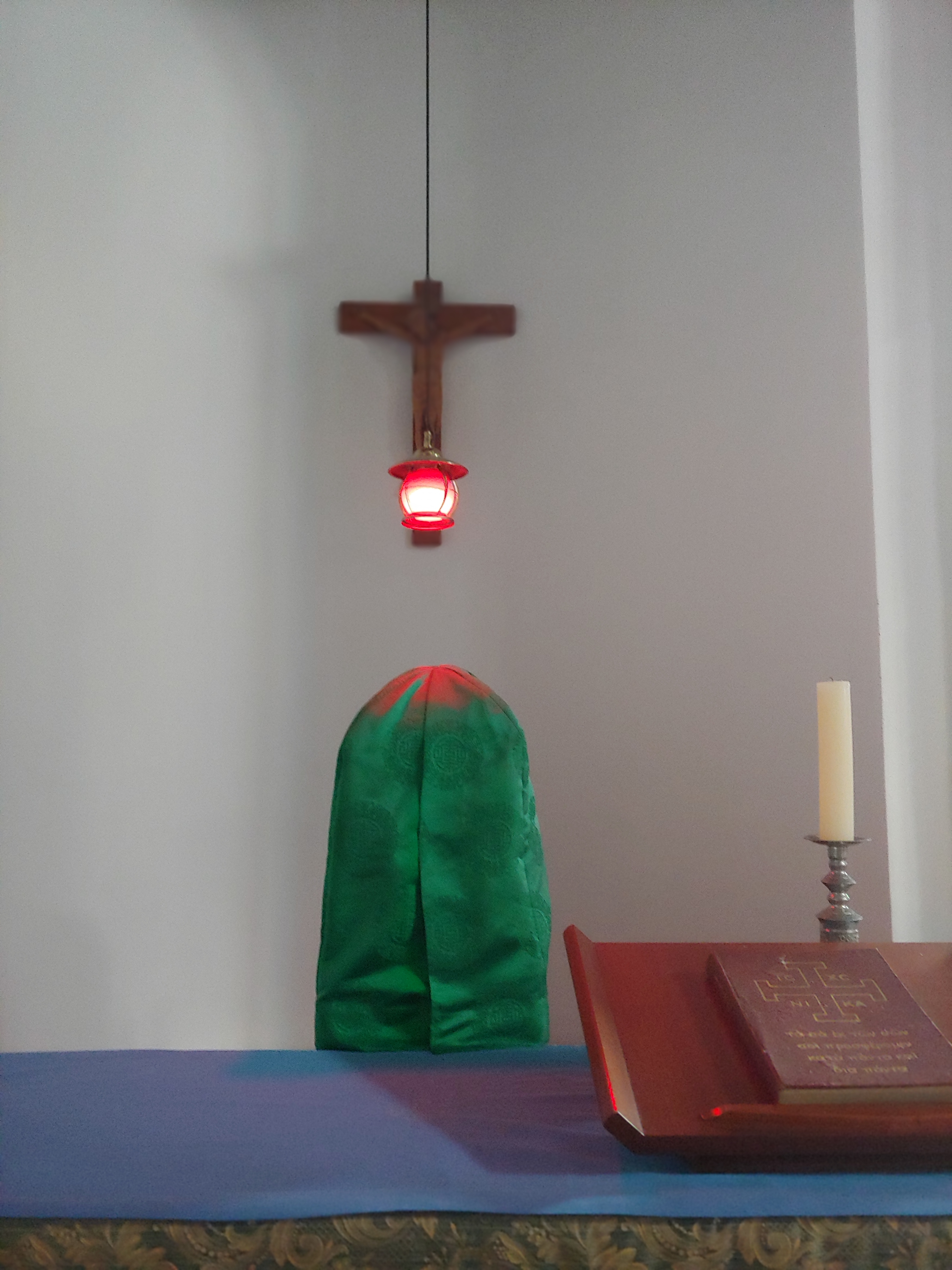
성공회 내동교회의 감실

성공회에서도 사제가 성찬전례때에 축성한 성체를 성막 또는 감실에 모셔두었다가, 사제가 질병으로 교회에 오시지 못한 교우의 집을 찾아가서 영성체를 하도록 한다.  

## 같이 보기
- 성체
- 성광
- 미사